# Capitolio del Estado de Nebraska
El Capitolio del Estado de Nebraska, situado en la ciudad de Lincoln, es la sede del gobierno del estado de Nebraska, en Estados Unidos.

## Historia y características
Proyectado en 1920 por Bertram Goodhue, destaca como elemento estructural su torre —122 m de altura— con una cúpula en su parte superior. En el proyecto, de estilo ecléctico, se han señalado semejanzas con el estilo del arquitecto finés Eliel Saarinen. La construcción comenzó en 1922, falleciendo el arquitecto en abril de 1924, y se finalizó hacia 1932.